# John Cramer
John G. Cramer (Houston, 24 de octubre de 1934) es un escritor de ciencia ficción y profesor de Física en la Universidad de Washington, Seattle, Estados Unidos. También trabaja en el proyecto STAR (Solenoidal Tracker At RHIC), en el detector del nuevo colisionador de partículas Relativistic Heavy Ion Collider (RHIC) en el Brookhaven National Laboratory. Colabora asimismo en el acelerador de partículas del CERN, en Ginebra, Suiza.
En la actualidad, este científico desarrolla experimentos en la Universidad de Washington intentando demostrar la existencia de la retrocausalidad, usando una versión del dispositivo denominado delayed choice quantum eraser, sin contador de coincidencias. Sin embargo, el experimento en sí mismo nunca ha sido efectuado, debido a que muchos físicos creen que sus hipótesis podrían violar ciertos principios de la mecánica cuántica.

## Obras
Además de sus muchas publicaciones científicas, John Cramer escribe una columna periódica, The Alternate View ("La visión alternativa"), para la revista Analog Science Fiction and Fact. También ha creado y publicado el periódico The Transactional Interpretation of Quantum Mechanics (TIQM) en julio de 1986.
Como escritor de ficción, ha publicado dos novelas: la conocida Twistor (1989) y Einstein's Bridge (1997), ambas de ciencia ficción dura.
La simulación del Big Bang que llevó a cabo a finales de 2003, concitó la atención de la prensa. Apareció en un artículo de The Alternate View: "Boomerang and the Sound of the Big Bang" (January 2001). Cramer describió el sonido como “más fuerte que el de un avión que volase a 30 metros de altura sobre tu casa en mitad de la noche”.

## Premios y renocimientos
- Elected Fellow, American Association for the Advancement of Science (1991).
- Nominated for the John W. Campbell Award for Best New Writer (1991).
- Listed in Who's Who in America (desde la 43.ª edición, 1984).
- Elected Fellow, American Physical Society (1974).
- National Science Foundation Fellow at Rice University (1959-61).
- Sigma-Xi Thesis Award at Rice University (1959).
- Bausch-Lomb Science Award at Lamar High School Graduation (1953).